# Casa do Povo (Bruxelas)
A Casa do Povo de Bruxelas foi um edifício de estilo Art nouveau (Arte nova) construída por Victor Horta para o Parti ouvrier belge (Partido operário belga) que desejava ter um lugar grande e importante, um espaço de encontro no centro da cidade. O edifício foi destruído em 1965 e situava-se na actual praça Joseph Stevens.

## A construção

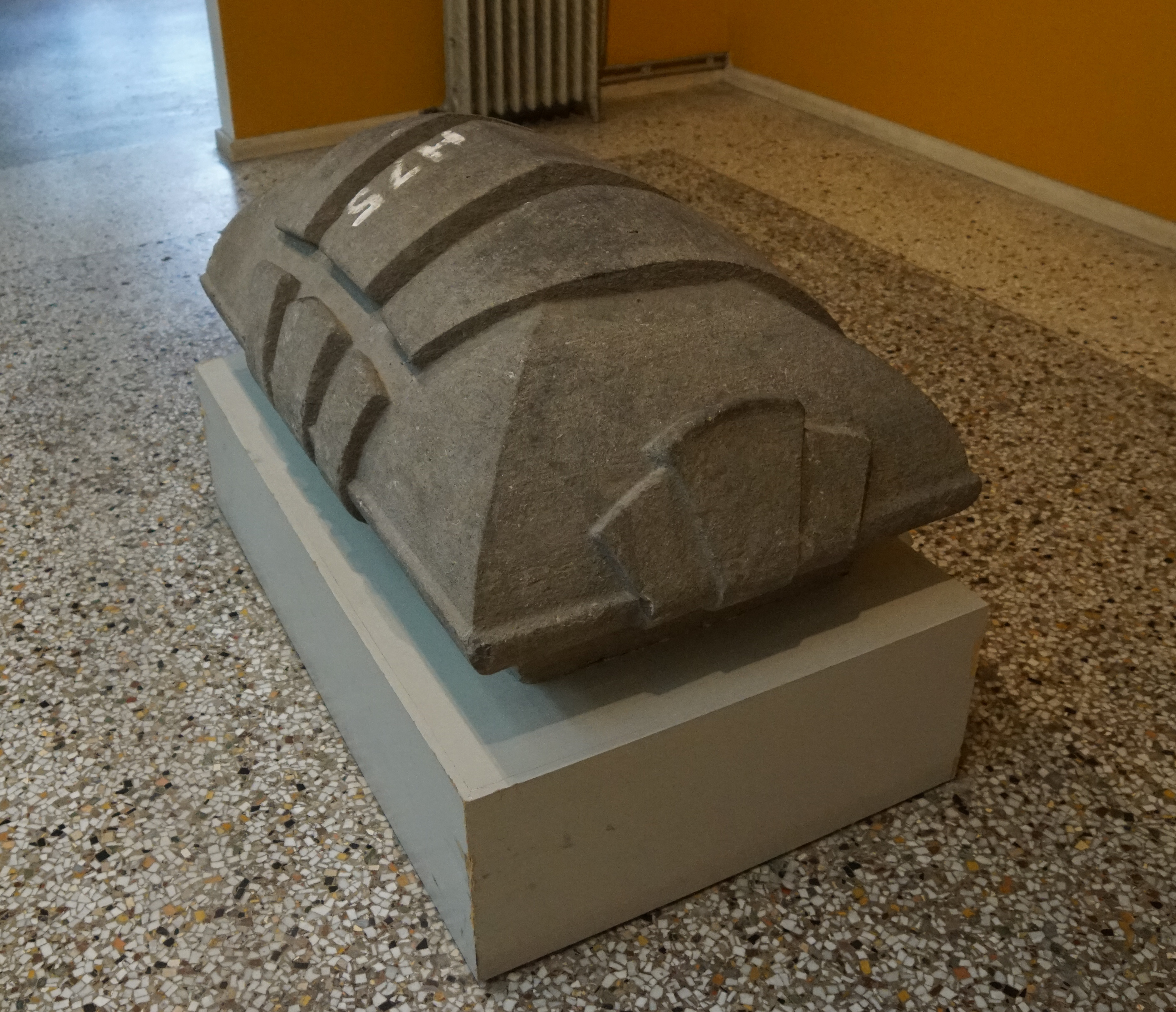
A pedra com o nº H 75-31 serviu como pedra de coroação em uma das paredes do terraço na fachada da Casa do Povo de Bruxelas, construída por Victor Horta em 1899 e demolida em 1965. Essa pedra está em exposição no Belgian Comic Strip Centre em Bruxelas, que está localizado em um antigo armazém de tecidos projetado por Victor Horta.

Victor Horta recebeu do Parti ouvrier belge (Partido operário belga) a missão de construir um edifício magnífico na praça Émile Vandervelde (actual praça Joseph Stevens). Ele foi assistido para esta obra por Richard Pringiers (1860-1937) que se tornou o arquitecto oficial do "Parti socialiste belge" (Partido socialista belga).
Apesar de um espaço reduzido, sob um terreno irregular e inclinado, Victor Horta conseguiu construir um edifício particular, principalmente em aço e vidro; oferecendo uma ampla variedade de funcionalidades como: escritórios, salas de reuniões, café, sala de espectáculo... 
A construção foi iniciada em 1896 e acabou em 1898. A Casa do Povo foi inaugurada em 1899 contando com a presença de Jean Jaurès.

## A demolição
A Casa do Povo foi destruída em 1965 apesar de fortes protestos da comunidade internacional como por exemplo : no Congresso internacional dos Arquitectos (reunidos em Veneza em 1964) que votou por unanimidade uma moção de protecção.
Hoje, em lugar da Casa do Povo encontra-se uma torre de 26 andares erigida em 1966 e designada como a "Torre Blaton" do nome do empresário que mandou construir.  

## O armazenamento dos elementos em Tervuren
De facto, a obra prima de Victor Horta não foi completamente destruída; os adversários a sua demolição obtiveram o direito que uma parte da Casa do Povo (o café, a grande sala de espectáculo e a sala Mateoti) seja desmontada. Através de um subsídio de três milhões francos do Estado belga, cada peça foi numerada para uma eventual remontagem. Os blocos de pedra e as estruturas metálicas forem armazenadas em Tervuren mas a remontagem nunca ocorrerá.

## A transferência para Jette
Nos anos 1980, a comuna de Jette (uma das 19 comunas de Bruxelas) apresentou um ambicioso projecto: a criação de uma extensa zona verde : o “Parque Rei Balduíno” para reunir o bosque do Laarbeek e o bosque do Poelbosch.
No âmbito do projecto, a comuna de Jette ambicionava de construir um pavilhão Horta com uma parte dos materiais originais da Casa do Povo armazenados em Tervuren desde da destruição. A comuna de Jette adquiriu e armazenou uma parte dos vestígios em uma área aberta : o futuro Parque “Rei Balduíno”.
Ao contrario de Tervuren, os restos do edifício ficaram num campo ao ar livre, sem nenhuma protecção contra a chuva e as condições climáticas.
Além disso, a comuna de Jette não conseguiu ter um orçamento completo e o projecto ficou bloqueado. Os elementos metálicos da obra de Victor Horta começaram a enferrujar no local.  

## A tentativa em Gante
Em 1988, os restos da Casa do Povo foram oferecidas ao Museu de Arqueologia industrial et do Têxtil (MIAT) da cidade de Gante, a cidade natal de Victor Horta.

## Outros elementos salvos

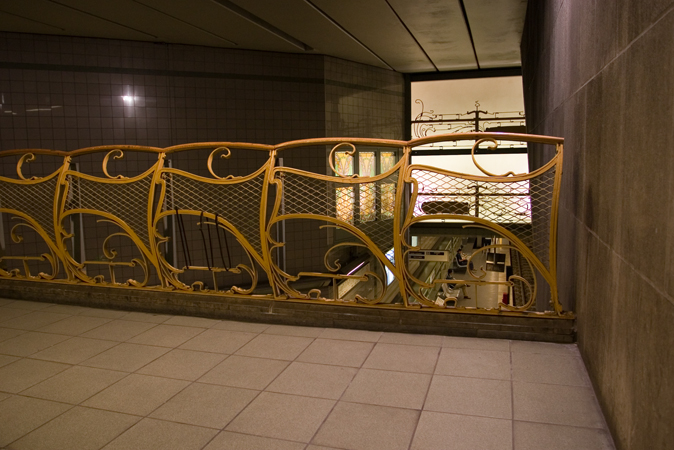
Estação subterrânea do eléctrico "Horta" - Comuna de Saint-Gilles (Bruxelas).

Jean Delhaye tentou também defender a obra de Victor Horta. Alguns vitrais e outros elementos de ferragens foram salvos por ele e adornam desde 1993 a estação subterrânea do eléctrico "Horta" em Saint-Gilles (uma das 19 comunas de Bruxelas).